# Haute-Bretagne

Karte der Haute-Bretagne (blau gefärbter Teil)

Die Haute-Bretagne (deutsch Oberbretagne) bezeichnet den östlichen Teil der historischen Region Bretagne im Nordwesten Frankreichs. Sie umfasst die heutigen Départements Ille-et-Vilaine und Loire-Atlantique sowie Teile von Morbihan und Côtes-d’Armor.

## Geographie und Abgrenzung

Karte der bretonischen Regionen

Die Haute-Bretagne grenzt sich von der westlichen Basse-Bretagne (Niederbretagne) durch eine historische Sprachgrenze ab. Diese verläuft heute ungefähr auf einer Linie von Paimpol im Norden nach Vannes im Süden. Im Gegensatz zur bretonischsprachigen Basse-Bretagne ist die Haute-Bretagne traditionell romanisch geprägt.
Das Gebiet umfasst das gesamte Département Ille-et-Vilaine, das Département Loire-Atlantique, den östlichen Teil des Départements Morbihan (Morbihan gallo) und den östlichen Teil des Départements Côtes-d’Armor (Côtes-d’Armor gallèses).

## Sprache und Kultur
Die traditionelle Regionalsprache der Haute-Bretagne ist das Gallo, eine oïl-Sprache, die mit dem Französischen verwandt ist.
Die kulturelle Identität der Haute-Bretagne ist durch eine Mischung aus bretonischen und französischen Einflüssen geprägt. Dies zeigt sich in Traditionen, Bräuchen und der regionalen Küche. Ein Beispiel dafür ist der Craquelin, ein traditionelles Gebäck, dessen Herstellungstechniken und kulturelle Bedeutung 2024 in das nationale Verzeichnis des immateriellen Kulturerbes Frankreichs aufgenommen wurden.

## Geschichte

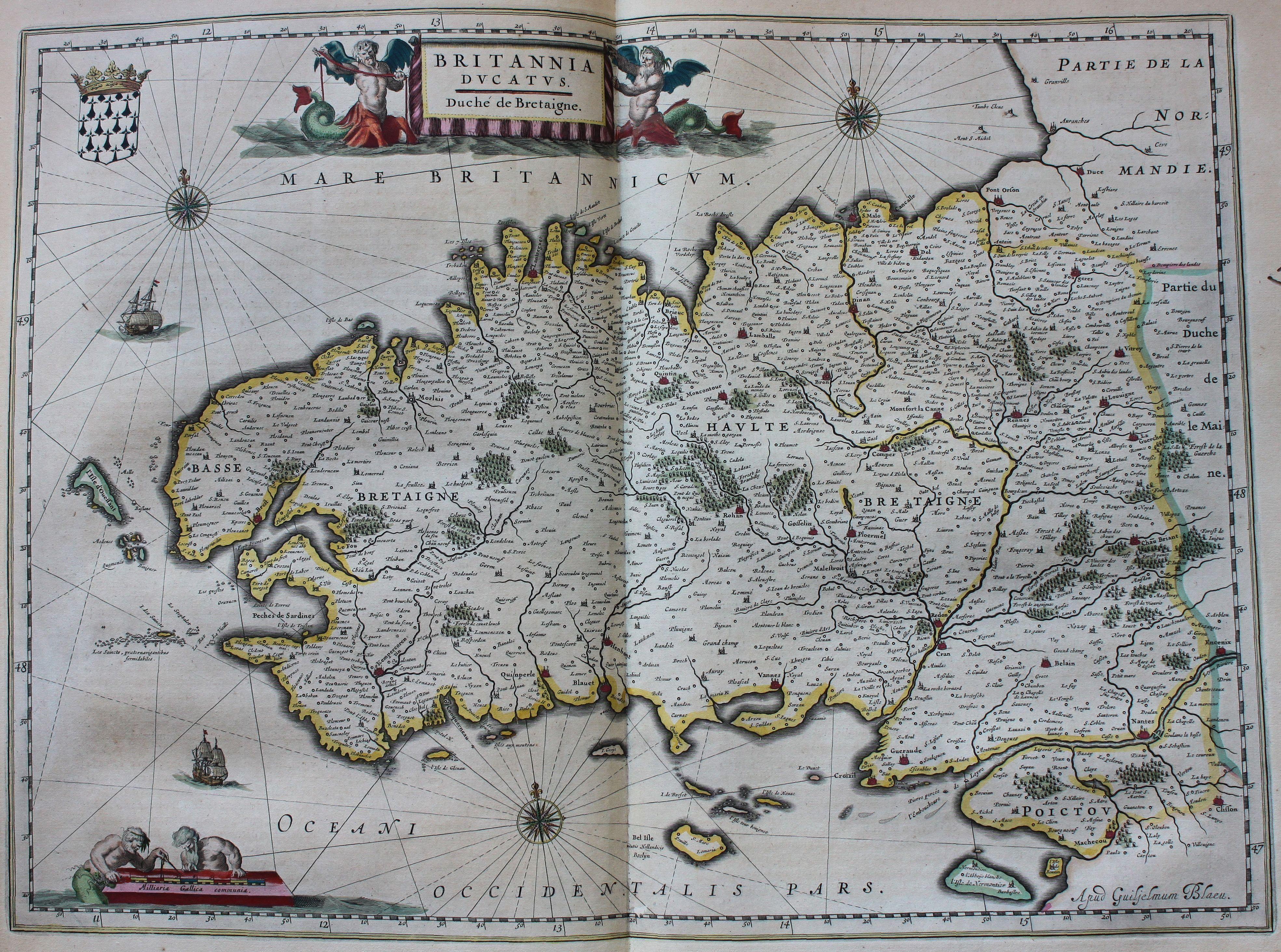
Karte aus dem 16. Jahrhundert

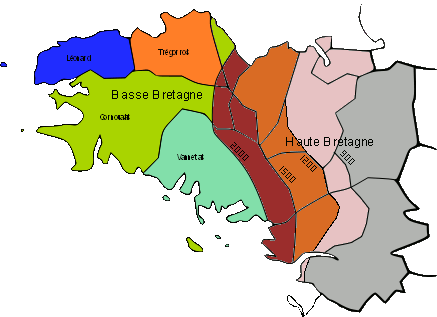
Verschiebung der Sprachgrenze im Laufe der Jahrhunderte

Die Unterscheidung zwischen Haute-Bretagne und Basse-Bretagne existiert mindestens seit dem 15. Jahrhundert. Die Sprachgrenze zwischen dem romanischen und dem bretonischen Sprachraum hat sich im Laufe der Jahrhunderte nach Westen verschoben.
Im 10. Jahrhundert verlief die Grenze vermutlich noch von Saint-Malo bis Saint-Nazaire. Im Jahr 1554 verband sie Saint-Brieuc mit Le Croisic. Heute ist diese Grenze aufgrund des Rückgangs der bretonischen Sprache im Westen und des Erlernens des Bretonischen durch die Bewohner des Ostens weniger deutlich.

## Wirtschaft und Tourismus
Die Haute-Bretagne ist eine wirtschaftlich bedeutende Region mit wichtigen Städten wie Rennes, der Hauptstadt der Bretagne, und Nantes, die heute administrativ zur Region Pays de la Loire gehört.
Der Tourismus spielt eine wichtige Rolle in der Wirtschaft der Region. Beliebte Reiseziele sind:
- Die historische Hafenstadt Saint-Malo mit ihrer beeindruckenden Festungsanlage
- Die mittelalterliche Stadt Vitré
- Der Mont-Saint-Michel an der Grenze zur Normandie
- Die Küste der Côte d’Émeraude mit ihren malerischen Buchten und Stränden

## Kulturelles Erbe
Die Haute-Bretagne verfügt über ein reiches kulturelles Erbe, das sich in zahlreichen historischen Bauwerken, Traditionen und Bräuchen widerspiegelt. Dazu gehören:
- Mittelalterliche Städte und Schlösser
- Megalithische Denkmäler wie Menhire und Dolmen
- Traditionelle Tänze und Musik
- Regionale Feste und Veranstaltungen

Kulturelle Einrichtungen wie die Universität Rennes 2 / Haute Bretagne und verschiedene Vereine setzen sich für den Erhalt und die Förderung des kulturellen Erbes der Region ein.